# Meine allerschlimmste Freundin
Meine allerschlimmste Freundin ist eine deutsche Komödie, gedreht im Jahr 2014 nach dem Drehbuch von Michael Kenda. Produziert wurde der Film von Wiedemann & Berg Filmproduktion in Zusammenarbeit mit Red Arrow International für den Fernsehsender SAT.1 und hatte die Erstausstrahlung am 17. März 2015 um 20:15 Uhr in dem Sender. Die Hauptfiguren spielen Tom Beck, Laura Berlin und die CGI-Puppe Bella unter der Regie von Josh Broecker.

## Handlung
Plötzlich platzt Bella als Zaungast in eine Party wieder ins Leben ihrer besten Freundin Jana (gespielt von Laura Berlin) hinein. Ganz zum Ärgernis von Wolfgang (Tom Beck), denn der hat gerade schon ganz konkrete Pläne mit seiner großen Liebe Jana vor, und dies könnte nun wieder alles aus den Fugen geraten. Denn er kennt Bella ganz genau. Sie ist zwar eine Plüschpuppe, aber alles andere als bürgerlich, sondern eher frivol, und genießt ihr Puppenleben in vollen Zügen.
Und da weiß Wolfgang, dass er schlechte Karten hat, denn Jana hat Bella von ihrem Vater (Jörg Witte) geschenkt bekommen, damit diese auf sie aufpassen sollte, als sie damals ein kleines Mädchen (Anastasia C. Zander) war und einsam in einem Kinderheim lebte. Nun ist Jana erwachsen und Bella hat zwischendurch eine große Karriere als Filmstar hinter sich, doch diese scheint abrupt zu Ende gegangen zu sein, was Bella nicht wahrhaben will. Sie kämpft ums Überleben und Jana bietet ihr natürlich sofort Hilfe an. Wolfgang ist davon alles andere als begeistert und es beginnt ein Ringen um Janas Gunst, die nun zwischen ihrer besten Freundin und ihrer größten Liebe hin- und hergerissen ist. Ihre Arbeitskollegin im Bettengeschäft, Kerstin (Proschat Madani), kann ihr dabei genau so wenig helfen wie Sid (Daniel Roesner), der ihr ab und zu Avancen macht.

## Rezeption

### Kritiken
Die schrille Komödie ist liebevoll getrickst, bietet ziemlich viel Situationskomik und so manche Erkenntnis über das Leben.